# Jan Kirchmayr
Jan Kirchmayr (* 25. August 1993 in Basel; heimatberechtigt in Aesch BL) ist ein Schweizer Politiker (SP).

## Leben
Jan Kirchmayr besuchte Primar- und Sekundarschule in Aesch und das Gymnasium Münchenstein mit dem Schwerpunktfach Musik. Im Dezember 2012 schloss er seine Matur ab. Danach wirkte er eineinhalb Jahre als Zivildienstleistender an der Primarschule Reinach als Lehrerassistenz. Von September 2014 bis im Dezember 2020 studierte er Geographie und Geschichte an der Universität Basel. Im Dezember 2020 schloss er sein Masterstudium ab. In seiner Masterarbeit untersuchte er den Steuerwiderstand der Baselbieter Bevölkerung nach dem Ersten Weltkrieg. Im Sommer 2022 schloss Kirchmayr seine Lehrerausbildung an der Pädagogischen Hochschule der FHNW ab. Seit 2016 arbeitet Kirchmayr als Lehrer an einer Baselbieter Sekundarschule. Er wohnt in Aesch.

## Politik
Kirchmayr trat im Jahr 2011 in die SP und in die JUSO Baselland ein. Von 2013 bis 2015 stand er gemeinsam mit Samira Marti der JUSO Baselland als Co-Präsident vor. Im September 2014 rückte er in die Aescher Gemeindekommission nach. Im Februar 2015 kandidierte Kirchmayr erfolglos für den Baselbieter Landrat (Kantonsparlament), erreichte jedoch den Platz als Zweitnachrückender. Schliesslich konnte er im Sommer 2016 für seine Mutter Christine Koch in den Landrat nachrücken. Mit 23 Jahren war er dessen jüngstes Mitglied. Seither sitzt er in der landrätlichen Bau- und Planungskommission. Im Landrat setzt er sich mit bildungspolitischen Themen, Fragen der Raumplanung, der Umwelt und der Verkehrspolitik auseinander. Bei den Landratswahlen vom 31. März 2019 wurde Kirchmayr wiedergewählt. Er erzielte im Wahlkreis Reinach-Aesch-Pfeffingen mit 2'203 Stimmen das beste Resultat aller Kandidierenden. Im Februar 2020 wurde Kirchmayr mit 947 Stimmen erneut in die Aescher Gemeindekommission gewählt. Im Februar 2023 kandidiert Kirchmayr erneut für den Baselbieter Landrat.
Weiter ist Kirchmayr seit 2018 Präsident der SP Aesch-Pfeffingen, nimmt Einsitz in die Geschäftsleitung der SP Baselland und ist im Vorstand des Verkehrsclubs beider Basel.
Neben seiner Mutter Christine Koch – sie amtiert seit 2017 als Aescher SP-Gemeinderätin – ist auch sein Vater politisch aktiv, Klaus Kirchmayr war bis März 2021 Fraktionschef der Grünen im Landrat.

## Publikationen
- Gemeindeföderalismus und Steuerwiderstand. Der «Steuersturm» im Kanton Basel-Landschaft im Herbst 1920. In: Itinera. Die direkten Steuern in den Schweizer Kantonen Gesetzgebung und Praxis im 19. und 20. Jahrhundert. Seite 82–96. Ausgabe 48, Basel 2022.
- Der «Steuersturm» im Kanton Basel-Landschaft im Herbst 1920. Eine Untersuchung der Steuermoral der Baselbieterinnen und Baselbieter anhand von vier ausgewählten Gemeinden. Basel 2021.[9]
- Als die Uhrenindustrie im Tal Fuss fasste. In: Volksstimme Nr. 125. Sissach 2015.